# ميوشي (هيروشيما)
میوشي هي مدينة تقع في محافظة هيروشيما، اليابان. تبلغ مساحة هذه المدينة 778.19 (كم²)، ويبلغ عدد سكانها 58,170 نسمة حسب إحصاء سنة 2008 م.

## المناخ
يظهر الجدول التالي التغييرات المناخية على مدار السنة لميوشي:
| البيانات المناخية لـميوشي          | البيانات المناخية لـميوشي | البيانات المناخية لـميوشي | البيانات المناخية لـميوشي | البيانات المناخية لـميوشي | البيانات المناخية لـميوشي | البيانات المناخية لـميوشي | البيانات المناخية لـميوشي | البيانات المناخية لـميوشي | البيانات المناخية لـميوشي | البيانات المناخية لـميوشي | البيانات المناخية لـميوشي | البيانات المناخية لـميوشي | البيانات المناخية لـميوشي |
| الشهر                              | يناير                     | فبراير                    | مارس                      | أبريل                     | مايو                      | يونيو                     | يوليو                     | أغسطس                     | سبتمبر                    | أكتوبر                    | نوفمبر                    | ديسمبر                    | المعدل السنوي             |
| ---------------------------------- | ------------------------- | ------------------------- | ------------------------- | ------------------------- | ------------------------- | ------------------------- | ------------------------- | ------------------------- | ------------------------- | ------------------------- | ------------------------- | ------------------------- | ------------------------- |
| الدرجة القصوى °م (°ف)              | 16.6 (61.9)               | 21.1 (70.0)               | 24.8 (76.6)               | 31.1 (88.0)               | 33.3 (91.9)               | 35.2 (95.4)               | 37.2 (99.0)               | 37.2 (99.0)               | 36.9 (98.4)               | 30.4 (86.7)               | 25.1 (77.2)               | 18.9 (66.0)               | 37.2 (99.0)               |
| متوسط درجة الحرارة الكبرى °م (°ف)  | 6.6 (43.9)                | 8.0 (46.4)                | 12.4 (54.3)               | 19.2 (66.6)               | 23.9 (75.0)               | 27.1 (80.8)               | 30.3 (86.5)               | 31.8 (89.2)               | 27.3 (81.1)               | 21.5 (70.7)               | 15.2 (59.4)               | 9.3 (48.7)                | 19.4 (66.9)               |
| المتوسط اليومي °م (°ف)             | 1.7 (35.1)                | 2.5 (36.5)                | 6.0 (42.8)                | 11.8 (53.2)               | 16.8 (62.2)               | 21.0 (69.8)               | 24.8 (76.6)               | 25.6 (78.1)               | 21.3 (70.3)               | 14.6 (58.3)               | 8.7 (47.7)                | 3.8 (38.8)                | 13.2 (55.8)               |
| متوسط درجة الحرارة الصغرى °م (°ف)  | −1.7 (28.9)               | −1.6 (29.1)               | 0.6 (33.1)                | 5.1 (41.2)                | 10.5 (50.9)               | 16.0 (60.8)               | 20.7 (69.3)               | 21.2 (70.2)               | 17.0 (62.6)               | 10.0 (50.0)               | 4.3 (39.7)                | 0.1 (32.2)                | 8.5 (47.3)                |
| أدنى درجة حرارة °م (°ف)            | −10.8 (12.6)              | −12.5 (9.5)               | −7.5 (18.5)               | −3.6 (25.5)               | 0.2 (32.4)                | 7.7 (45.9)                | 10.7 (51.3)               | 13.9 (57.0)               | 5.7 (42.3)                | 0.5 (32.9)                | −2.3 (27.9)               | −10.2 (13.6)              | −12.5 (9.5)               |
| الهطول مم (إنش)                    | 65.2 (2.57)               | 73.4 (2.89)               | 106.6 (4.20)              | 107.6 (4.24)              | 147.0 (5.79)              | 210.3 (8.28)              | 259.0 (10.20)             | 123.4 (4.86)              | 171.5 (6.75)              | 87.9 (3.46)               | 71.7 (2.82)               | 68.5 (2.70)               | 1٬492٫1 (58.76)           |
| متوسط أيام هطول الأمطار (≥ 1.0 mm) | 12.7                      | 11.9                      | 12.0                      | 10.2                      | 10.5                      | 11.6                      | 12.5                      | 8.9                       | 10.3                      | 7.6                       | 9.1                       | 11.4                      | 128.7                     |
| ساعات سطوع الشمس الشهرية           | 80.3                      | 98.1                      | 137.8                     | 172.3                     | 186.7                     | 146.5                     | 159.0                     | 181.5                     | 136.3                     | 136.5                     | 101.7                     | 81.9                      | 1٬624                     |
| المصدر: 気象庁                     |                           |                           |                           |                           |                           |                           |                           |                           |                           |                           |                           |                           |                           |

## توأمة
لميوشي (هيروشيما) اتفاقيات توأمة مع كل من:
- أميريكوس
- ساتشيون

## أعلام
- كازوكي سيكوا
- يوشييا تاكيمورا
- ماساتو وسوقي
- يوشيوكي ايواموتو